# Lucrezia Marinella
Lucrezia Marinelli (Venècia, 1571 - 9 d'octubre de 1653) va ser una escriptora i poeta italiana, humanista veneciana, i defensora dels drets de les dones. Va pertànyer al petit grup de dones que des de mitjan segle xiv al segle xvi van reivindicar el seu accés al saber i quan hi accedien, assimilaven i aplicaven el procediment humanístic refutant críticament la tradició que considerava que les dones eren inferiors. És coneguda pel seu tractat La Noblesa i Excel·lència de les Dones i els Defectes i Vicis dels Homes (1600) una obra que participa en la controvèrsia literària denonminada "Querella de les dones" sobre la situació de la dona i la seva subordinació social. Es va casar amb el metge Girolamo Vacca i del seu testament es dedueix que va tenir dos fills, Antonio i Paulina. Va morir de malària als 82 anys i va ser enterrada a l'església parroquial propera de Sant Pantaleone.

## Trajectòria
Lucrezia Marinella era filla de Giovanni Marinelli, un filòsof i il·lustre metge especialitzat en malalties femenines originari de Mòdena. Va exercir la medicina a Venècia, va editar a Hipòcrates i va escriure diverses obres com a llibres de receptes per a la cura del cos femení per restablir l'equilibri natural i un tractat de remeis per a les malalties de les dones. No hi ha informació sobre la seva mare. Les dades a partir de la lectura dels seus escrits mostren un vast bagatge cultural que comprèn filosofia clàssica, literatura llatina, filosofia platònica renaixentista, literatura vulgar (des de Dante, Boccaccio i Petrarca fins als seus contemporanis) i història.
Va escriure novel·les, algunes de les quals tractaven sobre el benestar, higiene i bellesa de les dones. Encara que el seu pare no era oriünd de Venècia, Lucrezia i la seva família eren "cittadinaza". El seu germà Curzo Marinella també era metge i es va casar amb el metge Girolamo Vacca. Cap dels seus fills va néixer a Venècia.
És possible que fos el seu pare el nexe entre els seus estudis privats i l'escriptura i el món dels cercles literaris venecians. Lucrezia no va rebre pressions per contreure matrimoni, i el seu pare la va encoratjar en els seus estudis. Tot i que les activitats literàries de Lucrezia li van donar fama, va viure una vida de reclusió. No va viatjar, a excepció de visitar les ermites locals, no existeix evidència que es reunís amb altres autors i no se sap si va assistir a reunions en acadèmies externes.

## Llegat
Francesco Agostino della Chiesa la va descriure com "una dona de gran eloqüència i coneixements" i va afirmar que "seria impossible sobrepassar-la". Cristofero Bronzino, va indicar que la seva prosa i poesia eren excepcionals, les seves composicions sacres eren molt bones i "era una gran experta en filosofia moral i natural". Arcangela Tarabotti va expressar que era una de les seves més grans admiradores, encara que cap al final de la seva vida va indicar que l'havia atacat. Marinella va dedicar La Noblesa i l'Excel·lència de les Dones a Lucio Scarano, un doctor i amic del seu pare que es va interessar especialment per la seva formació literària. Fins i tot la va anomenar "La joia del nostre segle" i la va comparar amb la poeta grega Corinna. Marinella va dedicar el seu poema Amoro Innamorato et Impazzato a una dona: la duquessa de Mandua, Caterina Medici.